# Apodynerus rufipes
Apodynerus rufipes är en stekelart som beskrevs av Giordani Soika 1995. Apodynerus rufipes ingår i släktet Apodynerus och familjen Eumenidae. Inga underarter finns listade i Catalogue of Life.